# Ropalidia nobilis
Ropalidia nobilis är en getingart som först beskrevs av Gerst. 1857.  Ropalidia nobilis ingår i släktet Ropalidia och familjen getingar. Inga underarter finns listade i Catalogue of Life.